# Накнадна нирнбершка суђења
Накнадна нирнбершка суђења је назив за 12 суђења одржаних пред америчким војним трибуналима у Нирнбергу после Другог светског рата и Нирнбершког процеса.

## Настанак
Првобитни план савезника је био да се по окончању првог суђења у Нирнбергу одржи више међународних суђења, на којима би се судило другим значајним нацистичким злочинцима, уз успостављену праксу рада Међународног војног трибунала. Као препрека на том путу јавио се почетак Хладног рата, услед чега су се односи између сила победница нагло заоштрили и тако онемогућили постојање међународних трибунала, односно оних трибунала у чијем раду би учествовао СССР.
Даља суђења злочинцима омогућио је Закон бр. 10 Савезничког контролног већа од 20. децембра 1945. године који је свакој од сила победница допуштао вођење судских процеса против осумњичених ратних злочинаца у сопственој зони окупације. На основу овог закона САД су по окончању главног нирнбершког процеса започеле и одржале дванаест накнадних процеса, познатих као суђења пред Нирнбершким војним трибуналима.

## Трибунали
За разлику од претходног процеса, све судије су били Американци, састав трибунала није био сталан - тако да се разликује девет војних трибунала који су судили. Шест трибунала су добили редован редни број а три су добили „А“ као суфикс уз претходни број. Заједничко свим суђењима било је да је положај надређеног тужиоцима за сва суђења имао бригадни генерал Телфорд Тејлор, као и да су одржана у истој просторији (Нирнбершка палата правде) где и суђење пред Међународним војним трибуналом.
Трибунали су имали следећи састав судских већа:
- Војни трибунал I: судије Волтер Билс, Харолд Себринг и Џонсон Крофорд, Виктор Сверинген као замена.
- Војни трибунал II: судије Роберт Томс, Фицрој Филипс и Мајкл Мусмано, Џон Спејт, као замена.
- Војни трибунал III: судије Керингтон Маршал, Џејмс Бренд и Мелори Блер, Џастин Хардинг, као замена.
- Војни трибунал IV: судије Чарлс Сирс, Вилијем Кристијансон и Френк Ричман, Ричард Диксон, као замена.
- Војни трибунал V: судије Чарлс Венерштрум, Џорџ Бурк и Едвард Картер.
- Војни трибунал VI: судије Кертис Шејк, Џејмс Морис и Пол Хеберт, Кларенс Мерел, као замена.
- Војни трибунал II-A: судије Мајкл Мусмано, Џон Спејт и Ричард Диксон.
- Војни трибунал III-A: судије Хју Андерсон, Едвард Дели и Вилијем Вилкинс.
- Војни трибунал V-A: судије Џон Јанг, Винфилд Хејл и Џастин Хардинг.

## Суђења
Било је укупно 12 суђења која су трајала од 9. децембра 1946. године до 13. априла 1949. године:
1. Докторско суђење
2. Милх суђење
3. Судијско суђење
4. Пол суђење
5. Флик суђење
6. ИГ Фарбен суђење
7. Талачко суђење
8. RuSHA суђење
9. Einsatzgruppen суђење
10. Круп суђење
11. Министарско суђење
12. Суђење Врховној команди

## Резултати
Сумирано, резултати дванаест наканданих нирнбершких суђења су следећи:
1. оптужено је 185 лица од којих су 142 оглашена кривим бар по једној тачки оптужнице
2. на смртну казну је осуђено 24 лица, а 11 тих казни је накнадно замењено доживотним затвором
3. на доживотну затворску казну је осуђено 20 лица, не рачунајући накнадне доживотне казне
4. на затворске временске казне различите дужине осуђено је 98 оптужених
5. 35 лица или 20% је ослобођено

Декретом високог комесара у Немачкој Џона Меклоја 1951. године низ дужих казни затвора скраћен је, а том приликом је 10 смртних казни са Einsatzgruppen суђења претворено у затворске казне. Исте године амнестијом је ослобођен један број лица који су добили затворске казне.
Као један од конкретних резултата ових суђења, тачније Докторског суђења било је доношење Нирнбершког кодекса.